# Земцев Віктор Миколайович
Віктор Миколайович Земцев (14 лютого 1973, Авдіївка, Ясинуватський район, Донецька область) — український тріатлоніст. Чемпіон світу і віце-чемпіон Європи на довгій дистанції. Переможець десяти турнірів класу «Ironman», учасник найпрестижніших змагань у цій дистанції на Гавайських островах. Майстер спорту України міжнародного класу.

## Біографічні відомості
До армії займався в біговому клубі. У 21 рік самостійно почав освоювати тріатлон, 1994 року взяв участь в чемпіонаті України на велосипеді «Старт-шосе» харківського виробництва, який придбав за власні кошти. Випусник Донецького інституту здоров'я, фізичного виховання і спорту (1999). Брав участь у змаганнях з дуатлону в Польщі і Словаччині. Вперше стартував на дистанції «Ironman» в австрійському Клагенфурті, через два роки здобув перемогу в цьому турнірі. 7 серпня 2005 року став чемпіоном світу на довгій дистанції в місті Фредерісія (Данія). Йому вдалося подолати 4 км плавання, 120 км велоперегонів і 30 км бігу за 5 год. 41 хв. 40 с. Разом з Тамарою Козуліною і Максимом Крятом виступав за професіональну команду «Таймекс» (США). У вересні 2019 призначений тренером збірної Узбекистану.

## Турнір у Слов'янську
З 2018 року у Слов'янську Донецької області проходять міжнародні змагання з дуатлону на призи Віктора Земцева. Сам Земцев брав участь у першому розіграші. Перші місця на турнірі здобували:
2018 — Олександра Кохан, Іван Меньшиков
2019 — Маргарита Крилова, Юліан Дем'янов;
2020 — Дарина Москаленко, Іван Меньшиков .

## Статистика

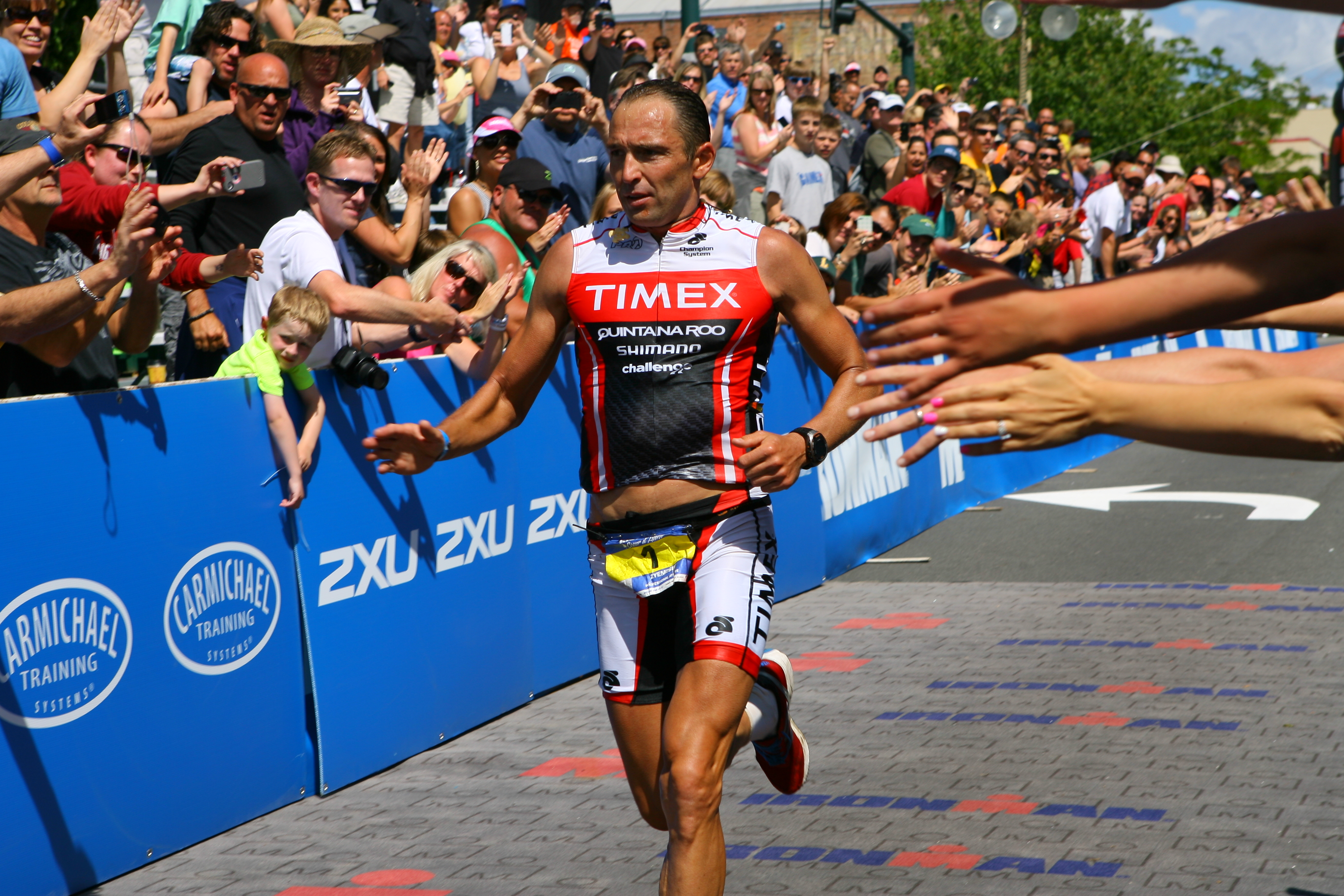
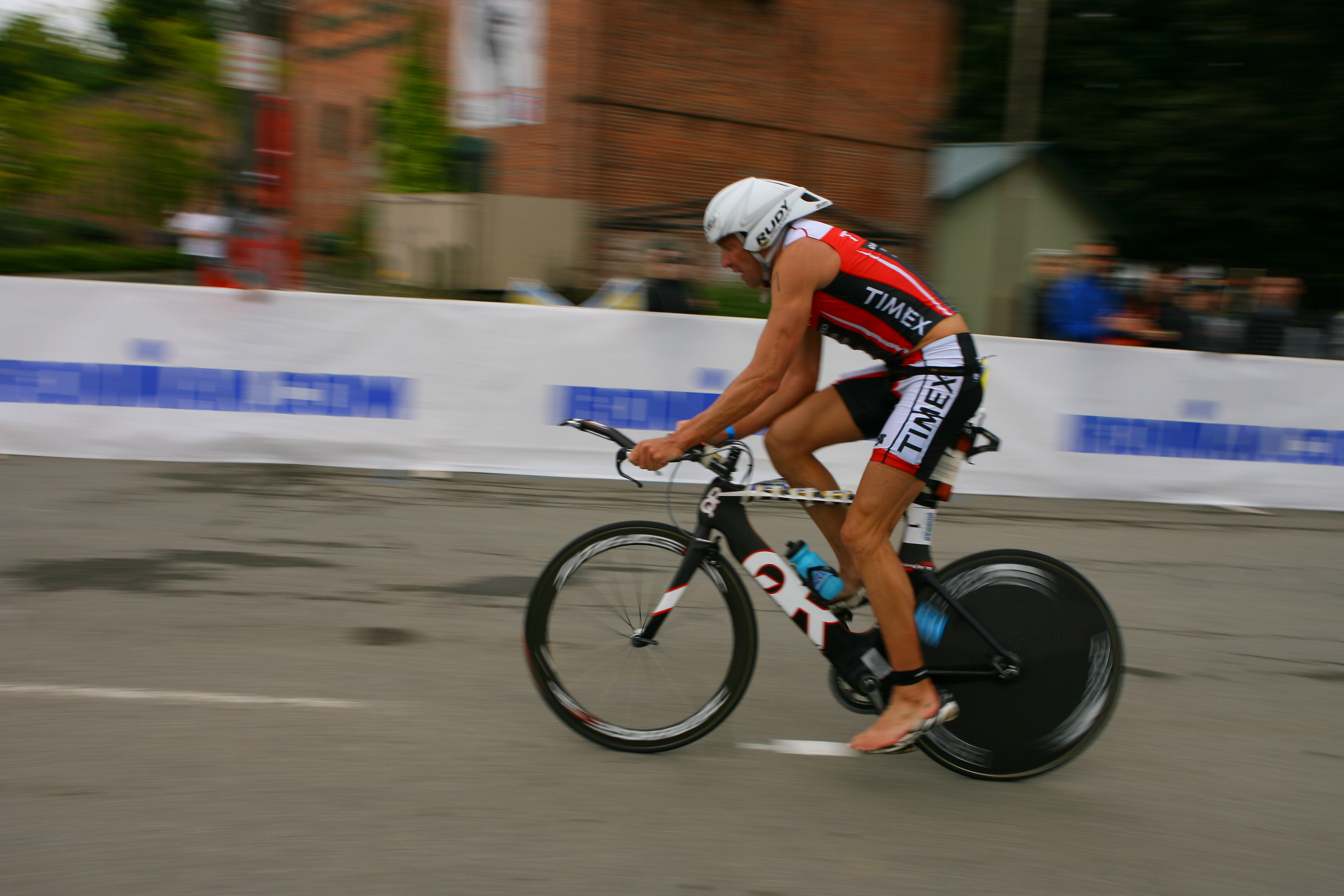

### Довгі дистанції
| Дата              | Місце | Назва турніру                         | Місце проведення | Результат | Примітки                                                      |
| ----------------- | ----- | ------------------------------------- | ---------------- | --------- | ------------------------------------------------------------- |
| 23 липня 2000     | 6     | Ironman Austria                       | Клагенфурт       | 08:21:57  |                                                               |
| серпень 2000      | 3     | Austria-Triathlon                     | Подерсдорф       |           |                                                               |
| 7 липня 2002      | 1     | Ironman Austria                       | Клагенфурт       | 08:16:44  | перша перемога на дистанції «Ironman»                         |
| 4 червня 2003     | 1     | Ironman Austria                       | Клагенфурт       | 08:11:09  |                                                               |
| 4 липня 2004      | 1     | Ironman Austria                       | Клагенфурт       | 08:12:58  |                                                               |
| 26 червня 2005    | 1     | Ironman Coeur d'Alene                 | Айдахо           |           |                                                               |
| 7 серпня 2005     | 1     | Чемпіонат світу на довгій дистанції   | Фредерісія       | 05:41:40  | Чемпіон світу                                                 |
| 23 липня 2006     | 1     | Ironman USA                           | Лейк-Плесід      | 08:38:18  |                                                               |
| 21 жовтня 2006    | 190   | Ironman Hawaii                        | Гаваї            | 09:38:26  |                                                               |
| 24 червня 2007    | 1     | Ironman Coeur d'Alene                 | Айдахо           | 08:33:32  |                                                               |
| 13 жовтня 2007    | 70    | Ironman Hawaii                        | Гаваї            | 09:18:27  |                                                               |
| 22 червня 2008    | 2     | Ironman Coeur d'Alene                 | Айдахо           | 08:43:56  |                                                               |
| 8 серпня 2009     | 4     | Чемпіонат Європи на довгій дистанції  | Прага            | 05:40:53  | Дистанція: плавання — 4 км, велоперегони — 120км, біг — 30 км |
| 30 серпня 2009    | 1     | Ironman Louisville                    | Луїсвілл         | 08:25:27  | [ 8 ]                                                         |
| 29 листопада 2009 | 2     | Ironman Mexico                        | Косумель         | 08:29:10  | [ 9 ]                                                         |
| 1 серпня 2010     | 7     | Чемпіонат світу на довгій дистанції   | Імменштадт       | 06:36:42  | Дистанція: плавання — 4 км, велоперегони — 130км, біг — 30 км |
| 29 серпня 2010    | 1     | Ironman Canada                        | Пентіктон        | 08:25:13  | [ 10 ]                                                        |
| 20 листопада 2011 | 3     | Ironman Arizona                       | Темпі            | 08:14:36  |                                                               |
| 24 червня 2012    | 1     | Ironman Coeur d'Alene                 | Айдахо           | 08:32:29  |                                                               |
| 29 липня 2012     | 6     | Чемпіонат світу на довгій дистанції   | Віторія          | 05:45:49  | Дистанція: плавання — 4 км, велоперегони — 120км, біг — 30 км |
| 23 червня 2013    | 2     | Ironman Coeur d'Alene                 | Айдахо           | 08:17:31  |                                                               |
| 28 липня 2013     | 1     | Чемпіонат України на довгій дистанції | Новояворівськ    | 03:33:39  | Чемпіон України                                               |
| 29 червня 2014    | 2     | Ironman Coeur d’Alene                 | Айдахо           | 08:28:32  |                                                               |
| 16 серпня 2014    | 2     | Ironman Sweden                        | Кальмар          | 08:19:17  |                                                               |
| 16 листопада 2014 | 6     | Ironman Arizona                       | Темпі            | 08:18:16  |                                                               |
| 26 липня 2015     | 1     | Ironman Canada                        | Whistler         | 08:49:46  | десята перемога на дистанції «Ironman»                        |
| 26 червня 2016    | 2     | Ironman Austria                       | Клагенфурт       | 08:09:54  | Переможець — Маріно Вангоенаккер                              |
| 2 липня 2017      | 3     | Ironman Austria                       | Клагенфурт       |           |                                                               |
| 9 вересня 2017    | 2     | Challenge Almere-Amsterdam            | Алмере           | 08:03:14  |                                                               |
| 30 вересня 2017   | 3     | Ironman Barcelona                     | Калелья          | 07:58:03  | найкращий час на дистанції «Ironman»                          |
| 14 липня 2018     | 8     | Чемпіонат світу на довгій дистанції   | Фюн              | 05:31:52  |                                                               |

### Інші змагання
| Дата            | Місце | Назва турніру                                        | Місце проведення     | Результат | Примітки                                                |
| --------------- | ----- | ---------------------------------------------------- | -------------------- | --------- | ------------------------------------------------------- |
| 12 червня 2005  | 2     | Eagleman Ironman 70.3                                | Cambridge            |           | zweiter Rang hinter dem Australier Luke Bell            |
| 11 червня 2006  | 4     | Eagleman Ironman 70.3                                | Cambridge (Maryland) | 04:02:59  |                                                         |
| 25 червня 2006  | 3     | Ironman 70.3 Buffalo Springs                         | Lubbock              |           |                                                         |
| 27 вересня 2009 | 4     | Ironman 70.3 Augusta                                 | Augusta              | 03:51:51  |                                                         |
| 15 травня 2010  | 2     | \|Ironman 70.3 Florida                               | Florida              | 03:52:39  | zweiter Rang hinter dem US-Amerikaner Timothy O’Donnell |
| 26 вересня 2010 | 3     | Ironman 70.3 Augusta                                 | Augusta              | 03:47:36  |                                                         |
| 30 жовтня 2010  | 4     | Ironman 70.3 Miami                                   | Miami                | 04:07:52  | Vierter bei der Erstaustragung                          |
| 18 вересня 2011 | 7     | Ironman 70.3 Syracuse                                | Syracuse             | 04:08:59  |                                                         |
| 25 вересня 2011 | 1     | Ironman 70.3 Augusta                                 | Augusta              | 03:47:15  | [ 12 ]                                                  |
| 4 грудня 2011   | 11    | Ironman 70.3 Asia Pacific                            | Phuket               | 04:09:21  |                                                         |
| серпень 2013    | 1     | Herbalife Triathlon                                  | Gdynia               |           | Sieger auf der Mitteldistanz                            |
| 29 вересня 2013 | 2     | Ironman 70.3 Augusta                                 | Augusta              | 03:47:36  |                                                         |
| 13 квітня 2014  | 1     | Ironman 70.3 Florida                                 | Orlando              | 03:54:26  | [ 13 ]                                                  |
| 18 липня 2014   | 2     | UKR Triathlon National Championships                 | Україна              | 01:55:00  | Vize-Staatsmeister Kurzdistanz                          |
| 28 вересня 2014 | 2     | Ironman 70.3 Augusta                                 | Augusta              | 03:50:27  |                                                         |
| 26 жовтня 2014  | 3     | Ironman 70.3 Miami                                   | Miami                | 03:48:11  |                                                         |
| 20 вересня 2015 | 3     | Ironman 70.3 Cozumel                                 | Cozumel              | 03:51:18  |                                                         |
| 6 серпня 2016   | 1     | Ironman 70.3 Otepää                                  | Otepää               | 04:03:12  | Sieger bei der Erstaustragung                           |
| 5 серпня 2017   | 2     | Ironman 70.3 Otepää                                  | Otepää               | 04:00:41  |                                                         |
| 28 жовтня 2018  | DNF   | ETU Middle Distance Triathlon European Championships | Ibiza                | –         | Europameisterschaft auf der Halbdistanz                 |

### Дуатлон
| Дата           | Місце | Назва турніру             | Місце проведення | Результат  | Примітки              |
| -------------- | ----- | ------------------------- | ---------------- | ---------- | --------------------- |
| 2001           | 3     | ETU Duathlon European Cup |                  |            | Dritter im Europa Cup |
| 22 серпня 2004 | 1     | Powerman Austria          | Weyer            | 03:16:18,5 |                       |